# Телегония
Телего́ния (др.-греч. τηλε — вдаль, далеко и γονε, γονος — зарождение, произведение на свет, потомство) — псевдонаучная концепция, суеверие, согласно которому спаривание женской особи с каждым предшествующим (особенно самым первым) сексуальным партнёром мужского пола существенно сказывается на наследственных признаках её потомства, полученного в результате спаривания с последующими партнёрами. Гипотеза влияния предыдущих половых партнеров на потомство не подтверждается экспериментальными исследованиями и несовместима с тем, что известно о механизмах наследственности и свойствах генетического материала.

## Этимология
Термин «телегония» был введён в обиход Августом Вейсманом в XIX веке, объединив слова tele — «далеко» и gennao — «порождаю». Уместно упомянуть Телегона, сына Одиссея от нимфы Цирцеи. Согласно мифу «Телегония», Одиссея погубила случайность и неведение о своём сыне, рождённом вдали от него.

## История
Представление о телегонии восходит к Аристотелю. Оно предполагает, что признаки индивида наследуются не только от его родителей, но и от других самцов, от которых его мать имела предыдущие беременности (или сношения; в случае растений — скрещивания).
На рубеже XIX—XX веков вера в телегонию была распространена среди селекционеров, работающих с различными видами домашних животных. Наибольшую известность приобрёл случай с кобылой лорда Мортона, описанный Чарлзом Дарвином со слов Мортона и изложенный Ф. ле Дантеком:

Она имела 7/8 арабской и 1/8 английской крови и была покрыта (в 1815 году) кваггой (менее полосатая разновидность зебры), без рождения потомства. В 1817, 1818 и 1823 годах эта кобыла была покрыта жеребцом её породы. Рождённые после этого жеребята были похожи (по жесткости шёрстного покрова, гнедой масти, по наличию тёмных пятен и полос вдоль хребта, по плечам и задним участкам ног) на кваггу в такой степени, как если бы они имели 1/16 крови квагги.
Оригинальный текст (фр.)Cette jument alezan ayant 7/8 de sang arabe et 1/8 de sang anglais fut saillie en 1815 par un couagga, sorte de zèbre moins rayé que l’espèce ordinaire, et fit un métis. Livrée ensuite à un étalon noir de même sang qu’elle, elle fit successivement, en 1817 et 1818, deux petits que lord Morton, qui avait cédé sa jument à sir Gore Ouseley, le propriétaire de l’étalon, vit lorsque l’un avait deux ans et l’autre un an. Tous les deux avaient, d’après le comte de Morton, autant de ressemblance avec le couagga que s’il avaient eu 1/16 du sang de cet animal. Ils étaient de couleur bai, marqués comme le couagga, de taches foncées disséminées, de bandes noires, l’une le long de l’échine, les autres sur les épaules et la partie postérieure des jambes. La crinière aussi rappelait celle du couagga qui est dure et dressée. Saillie de nouveau en 1823, elle, eut encore un petit qui rappelait le premier père huit ans après l’intervention de celui-ci. L’authenticité de ce cas n’est pas douteuse, mais on peut objecter que les ressemblances avec le couagga étaient peu accentuées et que des rayures semblables se rencontrent parfois spontanément, d’aucuns disent par atavisme, chez des chevaux qui n’ont jamais eu de couaggas dans leur lignée depuis l'origine de leur espèce.

Сам Чарлз Дарвин считал этот случай проявлением архаичного признака, свойственному общему предку лошадиных. Ле Дантек же склонялся к мнению о существовании телегонии, в том числе и для человека. Он писал:

Нельзя допустить, чтобы побочные дети не имели никаких признаков мужа их матери, если эта последняя хотя бы раз не была оплодотворена им… И ребёнок, родившийся от женщины, у которой ранее было много детей от разных партнёров, может иметь признаки ото всех этих предыдущих (партнёров) отцов.
Оригинальный текст (фр.)On ne peut pas admettre que les enfants adultérins ne tiennent aucun caractère du mari de leur mère, lorsque la mère a été fécondée une fois par lui… Et un enfant naissant d'une femme qui a eu antérieurement plusieurs enfants de divers amants peut tenir des caractères de tous ces pères antérieurs.

Телегония признавалась в СССР в 1940—1950-х годах во времена господства лысенковщины.

## Попытки экспериментальной проверки

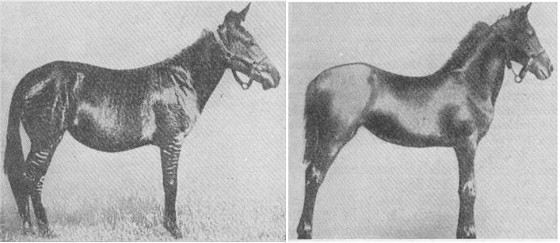
Один из экспериментов, опровергший телегонию, сделанный на основе предшествующего эксперимента лорда Мортона в 1820 году. Слева — гибрид зебры и лошади после скрещивания кобылы с жеребцом зебры. Справа — кобылица после скрещивания той же кобылы, но уже с жеребцом лошади. Эксперимент был проведен правительством США и опубликован в «Genetics in Relation to Agriculture» Е. Б. Бэбкоком и Р. Клаузеном. («The Science of Life» by H. G. Wells, J. Huxley and G. P. Wells, c. 1929)

Попытки воспроизвести результат Мортона в опытах селекционеров Кассара Юарта (англ. James Cossar Ewart) (1889), а также И. И. Иванова в заповеднике Аскания-Нова, скрещивавших кобыл с зебрами, не подтвердили существование телегонии. Было установлено, что полосы могут быть у жеребят, которые родились от кобыл, никогда не имевших спариваний с самцами квагг или зебр. В результате многолетних наблюдений за собаками (Ланга) и за голубями (Белль), проведённых в конце XIX века, также не удалось обнаружить никаких подтверждений существования телегонии. Не подтвердилась телегония также и в опытах 1959 года на плодовых мушках и крысах.
Эксперименты с Telostylinus angusticollis
В 2013 году на XIV Конгрессе Европейского общества эволюционной биологии в Лиссабоне австралийский биолог Анджела Дж. Крин, сотрудник Исследовательского центра эволюции и экологии и Школы биологических наук, наук и земле и наук об окружающей среде Университета Нового Южного Уэльса, выступила с докладом «Каков отец, таков и сын? Негенетические отцовские эффекты возрождают возможность телегонии» (англ. Like father like son? Nongenetic paternal effects reinvigorate the possibility of telegony) в котором представила итоги проведённых ею, совместно с Анной М. Коппс и под научным руководством Расселла Бондурянского, исследований по экологическим аспектам негенетического наследования, в ходе которых у мух-нериид вида Telostylinus angusticollis было обнаружено наличие схожего с телегонией явления. В 2014 году по результатам исследований в журнале Ecology Letters ими была опубликована статья «Пересмотр телегонии: потомки наследуют приобретённую черту предыдущего партнёра матери» (англ. Revisiting telegony: offspring inherit an acquired characteristic of their mother's previous mate). Биологи получали крупных самцов мух, выращивая их на богатом питательными веществами рационе. Мелких самцов получали в результате кормления бедной питательными веществами едой. Самцов различных размеров спаривали с молодыми самками, а когда самки достигали зрелости, исследователи меняли партнёров. Хотя самка давала потомство от второго самца, размер её детей определялся диетой первого партнера. Предполагается, что это явление определяется впитыванием молекул семенной жидкости первого самца незрелыми яйцами самки.
Кандидат биологических наук, старший научный сотрудник кафедры биологической эволюции биологического факультета МГУ имени М. В. Ломоносова С. Н. Лысенков в свою очередь отметив, что хотя данное «исследование показало, что, по крайней мере, в специальных условиях эксперимента некоторые приобретённые признаки могут передаваться от самца другим детям самки, с которой он спаривался» в то же время указал, что имеет место «именно негенетическое наследование приобретённых свойств», поскольку «подавляющее большинство признаков всё же передаётся обычным путём, через гены, метилированные или нет, — и только напрямую от отца и матери». Таким образом он делает вывод, что итоги проведённого австралийскими учёными исследования «ни на сколько не увеличивают возможность того, что предыдущие самцы данной самки могут оставлять у неё свои гены».
Кандидат биологических наук, старший научный сотрудник Института проблем передачи информации имени А. А. Харкевича РАН, член Комиссии РАН по борьбе с лженаукой и фальсификацией научных исследований А. Ю. Панчин в свою очередь отмечает, что не стал бы именовать «обнаруженное явление телегонией», поскольку когда речь идёт о телегонии, то «всё-таки подразумевают передачу именно наследственных признаков от первого самца» как в случае с признаками напрямую зависящими от генов (например окраска) и тогда «это была бы настоящая телегония». Он обращает внимание на то, что «размер самца является не столько наследственным признаком, сколько приобретённым признаком (в результате особенной диеты)», а также подчёркивает «сам эффект очень неспецифичен», поскольку в противном случае к телегонии можно было бы отнести заболевания, передающиеся половым путём: «Первый мужчина заразил свою партнёршу ВИЧ-инфекцией, женщина завела ребёнка от второго мужчины и родила ребёнка больного ВИЧ. У ребёнка наблюдается признак, который был у первого мужчины его матери: ослабленный иммунитет. Это тоже передача признака от первого (и не только) мужчины всему последующему потомству женщины». Кроме того Панчин особо отмечает, что поскольку в статье исследуются насекомые, то «не стоит переносить результаты исследований на людей», приводя следующий пример: «Если Вы — девушка и ваш первый мужчина много ел и страдал от излишнего веса, это не значит, что все ваши дети будут толстыми. Вы всё-таки девушка, а не муха. Также дело скорее не в том, что первый самец какой-то особенный, а в том, что спаривание с самцом оказывает воздействие на самку, которое проявляется на её потомстве не сразу, а с некоторой задержкой». В целом он приходит к выводу о том, что в работе австралийских учёных представлена «не та телегония („наука о девственности“), в которую хотят верить сторонники традиционной морали, и ради которой по иронии девушкам нужно как можно чаще, и как можно скорее начинать заниматься сексом с симпатичными, сильными, умными молодыми людьми в надежде, что эти черты передадутся детям, которые будут рождены позже, пусть и от не столь шикарного мужа».

## Объяснение феномена
По современным представлениям, большинство фактов, «демонстрирующих явление телегонии», — это появление у потомства признаков, отсутствующих у непосредственных родителей, но имевшихся у более далёких предков. Хрестоматийный пример — выявление скрытых (рецессивных) признаков в результате расщепления при определённых сочетаниях родительских генотипов, а также атавизмы, спонтанные вторичные мутации, восстанавливающие генетическую информацию, изменённую первичной мутацией (такие, как появление хвоста у человеческого ребёнка).

## Телегония с точки зрения генетики
У млекопитающих каждый сперматозоид содержит гаплоидный (одинарный) набор хромосом, и каждая яйцеклетка содержит другой гаплоидный набор. В процессе оплодотворения появляется зигота с диплоидным (двойным) набором хромосом, и этот набор наследуется каждой клеткой млекопитающего. То есть ровно половина генетического материала наследуется от производителя спермы (отца), а вторая половина — от производителя яйцеклетки (матери). Таким образом, миф о телегонии противоречит современным знаниям о генетике и репродукции.

## Телегония в общественном сознании
Идея телегонии была использована в представлениях о наследовании у человека. Империалисты её использовали для объяснения прореживания аборигенного населения после контакта с европейцами, в предположении, что аборигенные женщины становятся менее фертильными после контактов с белыми мужчинами. Потомство вдов во втором браке часто относили к умершему мужу вдовы — однако это не всегда связано с представлениями о телегонии. Эмиль Золя использовал идею телегонии в своём романе «Мадлен Фера» (1868).
Идея телегонии до сих пор бытует среди некоторых коневодов и собаководов, когда не позволяют скрещивания чистопородных животных с нечистопородными или с животными другой породы. Они считают, что в этом случае и во всех последующих родах ожидать чистопородных потомков от таких маток нельзя даже в том случае, если они будут покрываться чистопородными самцами своей породы.
Идея телегонии используется как аргумент в пользу целомудрия сторонниками различных консервативных политических и религиозных идеологий.
В нацистской Германии эта идея вызвала всплеск юдофобии. В России в конце 2000-х годов к телегонии повысился интерес в ультраправой среде. Некоторые православные священники и миряне использовали и продолжают использовать идею телегонии в качестве «научного аргумента в пользу „целомудрия“», однако они подвергаются критике со стороны православных богословов, учёных-биологов и журналистов.

## Прочие ссылки
- Gould, George M.[англ.]; Pyle, Walter L. Telegony // Anomalies and Curiosities of Medicine. — Philadelphia: W. B. Saunders & Company[англ.], 1896. — P. 87—90. — 914 p. (копия книги)
- Lankester, E. Ray. Birth-marks and Telegony // Devision of a Naturalist. — 3-rd edition. — London: Methuen, 1919. — P. 396—407. — 425 p.
- Telegony // Encyclopaedia medica. — Longmans, Green & Co., 1900. — Vol. 4. — P. 484—486.
- Telegony // Encyclopedia Britannica. — Encyclopedia Britannica, 1911. Архивировано 23 января 2013 года.
- Меламед Юлия. Профессор Марлен Асланян:«Мне почему-то кажется, что кошки знают нас лучше, чем мы их» // Московские новости. — 28.02.2013. Архивировано 11 октября 2013 года.
- Ребров, Дмитрий. Принуждение к целомудрию: стоит ли верить в телегонию? // Милосердие.ru. — М.: Комиссия по церковной социальной деятельности при Епархиальном совете г. Москвы, 10.03.2010. Архивировано 14 июня 2011 года.(копия 1), (копия 2)
- Yongsheng Liu. Telegony, the Sire Effect and non-Mendelian Inheritance Mediated by Spermatozoa: A Historical Overview and Modern Mechanistic Speculations // Reproduction in Domestic Animals. — М.: Blackwell Publishing Ltd, 2011. — Т. 46, вып. 2. — С. 338—343. — ISSN 1439-0531. — doi:10.1111/j.1439-0531.2010.01672.x.